# РБК-Україна
«РБК-Україна» — українське інформаційне агентство. Засноване 2006 року як підрозділ російського медіахолдингу РБК (скорочення від «РосБізнесКонсалтинг»), але 2010 року агенція «РБК-Україна» вийшла зі складу російського холдингу, а 2015-го повністю перейшла під контроль українського медіабізнесмена Йосипа Пінтуса. 29 січня 2016 року російський холдинг «РБК» намагався оскаржити в суді використання бренду «РБК», проте програв справу.
З квітня 2014 року ІА «РБК-Україна» позиціонується як незалежна компанія, яка не має стосунку до російської структури. З 1 серпня 2016 до червня 2017 редакцією РБК-Україна керував Валерій Калниш, колишній головний редактор «Радио Вести» та журналу «Комерсант-Україна». З липня 2017 по березень 2022 року головним редактором був Сергій Щербина.

## Про компанію
РБК-Україна — український інформаційний портал, що спеціалізується на фінансових, економічних та політичних новинах України та світу. «РБК-Україна» створено 2006 року як український підрозділ російської інформаційної аґенції РосБізнесКонсалтінґ (РБК). 
Власником українського підрозділу став Йосип Пінтус.

## Історія
Перші місяці 2006 року існувала лише російськомовна версія сайту, проте вже в другій половині 2006-го відкрито повноцінну українськомовну версію.
Серед основних платформ, що входять до порталу — інформаційно-аналітичний вебсайт «РБК-Україна», онлайн-видання Worldnewsage.com (колишнє Utro.ua), інформаційно-розважальний сайт «Styler» (новини культури, моди, здоров'я, техніки та автомобілів) та англомовне видання NewsUkraine.rbc.ua.
У 2006—2008 роках медіадиректором був журналіст і медіаменеджер Роман Скрипін.

Логотип з вересня 2011 до березня 2015 року

У вересні 2016 року сайт було оновлено. Зокрема додали модуль «Daily», який дозволяє переглядати стрічку новин без переходу між сторінками («нескінченне гортання»). Оновлений сайт було розділено на News, Daily та Styler.
2018 року на сайті створили розділ «Lite», який спеціалізується на новинах про відомих людей, красу та моду.

## Власність
Спершу власником агентства «РБК-Україна» була російська компанія «РосБізнесКонсалтинг» через ТОВ «РБК-Україна». У квітні 2015 року з офіційного сайту українського агентства частково зникла інформація, що «агентство створено за підтримки групи компаній РБК». У липні 2016 року інформацію видалили остаточно.
У квітні 2014 року заявили, що агентство відокремилось від російського РБК і відтоді є юридично незалежним. З квітня 2015 року засновником інформаційного агентства «РБК-Україна» (свідоцтво № 402—264 ПР від 06.04.2015) стала українська компанія «УБТ», власником якої є Йосип Пінтус, який з самого початку займався створенням агентства «РБК-Україна». З 2015 року ТОВ «РБК-Україна» не має відношення до агентства.[джерело?]
2015 року працівники СБУ вимагали надати їм копію про реєстрацію агентства «РБК-Україна» на території України, оскільки в лютому того ж року ВРУ прийняла постанову № 1853 про тимчасове призупинення акредитації журналістів та технічних працівників деяких засобів масової інформації РФ при органах державної влади України.
Більшість великих українських онлайн-ЗМІ належать олігархам і так чи інакше висвітлюють потрібну тим точку зору. РБК-Україна є єдиним з п'яти найпопулярніших українських онлайн-ЗМІ, що належить медіа-бізнесмену — Йосипові Пінтусу.

## Оцінки

### Відвідуваність
За даними сервісу Socialbakers, інформаційний портал «РБК-Україна» у лютому 2020-го посідав перше місце за кількістю підписників у Facebook із аудиторією в 1,75 млн читачів, україномовного — майже 440 тис. читачів. Підрозділ Styler мав 883 тис. підписників, сумарно «РБК-Україна» має в соціальних мережах аудиторію понад 3 млн читачів, займаючи перше місце в рейтингу українських соціальних медіа за кількістю підписників.
З початку 2020 року сайт РБК-Україна посів перше місце за відвідуваністю серед українських ЗМІ.

### Якість
У вересні 2020 року VOXUkraine проаналізувало 14 тисяч новин 26 основних українських інтернет-ЗМІ. Матеріали з сайтів РБК-Україна та Інтерфакс-Україна було визнано найбільш цитованими серед інших ЗМІ.
Згідно з дослідженням ІМІ у березні 2021 року, у 92 % матеріалів видання були відсутні порушення професійних стандартів. На ресурсі було виявлено матеріали з ознаками замовлення із можливим порушеннями балансу, але не виявлено порушень стандарту достовірності та відокремлення фактів від коментарів.
Згідно з дослідженням ІМІ у вересні 2024 році, 99 % новин видання відповідають професійним стандартам журналістики, що свідчить про відповідальну роботу журналістів сайту з джерелами інформації.
У грудні 2020 року Комісія з журналістської етики оцінила матеріали РБК-Україна від 30 листопада та 10 грудня щодо якості перевезень оператора Join UP. За даними комісії, було порушено стандарти об'єктивності інформації, збалансованості точок зору, відокремленості суджень і припущень. В публікації редакція написала готовність опублікувати позицію компанії, але оператор таких даних не надав. Комісія визнала готовність до публікації всіх думок належним для досягнення балансу.

## Підрозділи
Після оновлення сайту у вересні 2016 року, основними розділами сайту є:
- «News» (укр. Новини) — стрічка новин про Україну (українською або російською)[29]
- «Daily» (укр. Щоденно) — безперервна стрічка новин про Україну (українською або російською)[30]
- «Styler» (укр. Стиліст) — новини у сфері суспільства, культури, здоров'я, техніки та автомобілів пов'язані з Україною. Розділ створено 2015 року як російськомовний інформаційно-розважальним сайт, у вересні 2016 після оновлень також з'явився україномовний інтерфейс. (українською або російською)[31][32]
- «Lite» (укр. Легкий) — новини про зірок, красу та моду[33].
- «Исследование рынков» (укр. РБК-Україна "Дослідження ринків") — маркетингові дослідження ринків України (російською)[34]
- «Travel» — проєкт присвячений подорожам та відпочинку. Основний акцент на тому, як організувати свій відпочинок комфортно, доступно і безпечно.[35]
- «Realty» — проєкт, присвячений ринку нерухомості в Україні й світі. Мета проєкту — сприяти розвитку ринку нерухомості в Україні, основний акцент у публікаціях на тому, як вибрати надійне і комфортне житло, а також вигідно інвестувати на ринку нерухомості.[36][37]

## Менеджмент
- Генеральний директор: Йосип Пінтус.
- Заступники директора: Володимир Шульц, Світлана Шереметьєва-Турчин.
- Комерційни директор: Дмитро Проценко[38]

## Редакція
- Головний редактор: Ростислав Шаправський (з 2022 року), що раніше працював першим заступником головного редактора[39].

Раніше редакцію очолювали:
- Данило Киряков (2006—2009)
- Антон Підлуцький (2009—2015)
- Денис Безлюдько (2015—2016)[40]
- Валерій Калниш (2016—2017)[41]
- Сергій Щербина (з серпня 2017 до 2022).

2006—2008 — медіадиректором «РБК-Україна» був Роман Скрипін. У серпні за взаємною згодою сторін він покинув компанію, а за словами генерального директора «РБК-Україна» Йосипа Пінтуса посаду медіадиректора ліквідували.

## Блокування в Росії
29 січня 2016 року російський Роскомнагляд заблокував сайт РБК-Україна на території РФ за «екстремістські матеріали», прокоментувавши це так: «з бандерівцями в нас розмова коротка».